# Praça Argentina
La Plaza Argentina (en portugués: Praça Argentina) es una plaza localizada en Porto Alegre, capital del estado del Río Grande del Sur. Queda al lado de la Santa Casa de Misericórdia de Porto Alegre, entre la Avenida João Pessoa y el edificio de la Escuela de Ingeniería de la UFRGS.
Fue anteriormente denominada como Ladeira del Octavo y Ladeira del Portón y, en 1858, como Plaza de la Independencia. En 1921 recibió el actual nombre, en homenaje al país que hace frontera con Río Grande del Sur, la Argentina.
En 1927, el alcalde Otávio Roca inició una reforma en la plaza, construyendo murallas de contención en la parte oriental, frente a la Escuela de Ingeniería, jardín, escaleras y sanitarios, obra concluida en 1929.
En 1935 recibió un pequeño monumento ofrecido por los inmigrantes argentinos de Porto Alegre. En ella permanecen, aún, el Monumento a Apolinário Puerto-Alegre, homenaje al 1º Centenario de la Farroupilha, un busto de José de San Martín (que originalmente estaba localizado frente al Monumento a los Açorianos, y que fue restaurado y reubicado en la plaza Argentina) y pilares de piedra, remanentes de los antiguos pilares que eran instalados delante de las casas para amarrar caballos y otros animales a tracción.

## Galería de imágenes

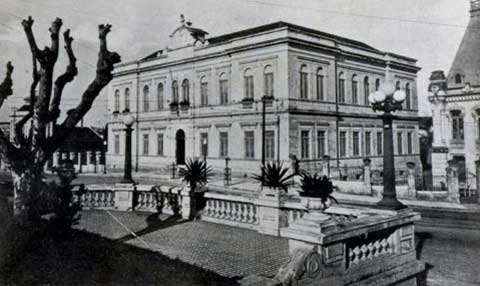
La Plaza Argentina, en los inicios del siglo XX; al fondo, la Escuela de Ingeniería de la UFRGS.
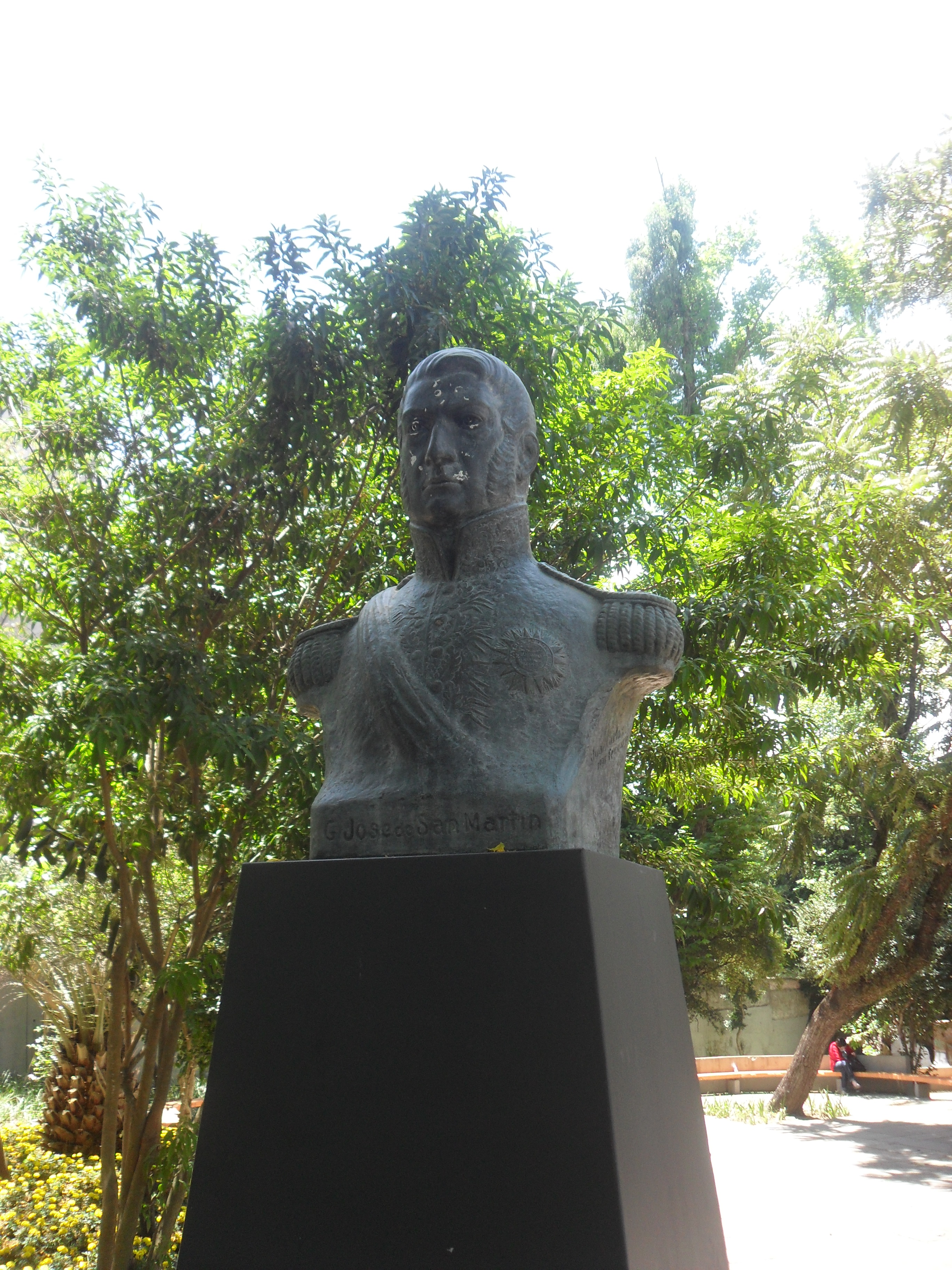
Busto de San Martín.